# 網球雜誌
网球杂志（英文：Tennis Magazine）是一本专注于网球运动的美国体育杂志，它的印刷版每年出版八个月，同时还经营网站Tennis.com。该杂志中文版网址为tennis.com.cn，国际标准期刊号为ISSN 1672-4682，由湖南网球杂志有限公司出版发行。

## 網球史上最偉大的40位球員（2005年）
《网球杂志》在2005年评选出网球史上最伟大的40名球员，用以庆祝其创刊40周年。
- 名字為粗體者为入选该名单时尚未退役的球员。

1. 皮特·山普拉斯
2. 瑪蒂娜·納芙拉蒂洛娃
3. 施特菲·葛拉芙
4. 克里斯·艾芙特
5. 比约恩·博里
6. 瑪格麗特·考特
7. 吉米·康諾斯
8. 羅德·拉沃
9. 比莉·珍·金
10. 伊凡·藍道
11. 約翰·馬克安諾
12. 安德烈·阿格西
13. 莫尼卡·塞莱斯
14. 斯特凡·埃德贝里
15. 馬茨·韋蘭德
16. 約翰·紐康姆
17. 小威廉絲
18. 鮑里斯·貝克
19. 羅傑·費德勒
20. 肯·羅斯威爾
21. 羅伊·愛默生
22. 瑪蒂娜·辛吉斯
23. 伊芳·谷拉恭
24. 吉爾勒莫·維拉斯
25. 大威廉絲
26. 吉姆·考瑞爾
27. 阿蘭特薩·桑切斯·比卡里奧
28. 伊利耶·納斯塔塞
29. 林達塞·達文波特
30. 阿瑟·阿什
31. 賈斯汀·海寧
32. 特雷西·奧斯丁
33. 哈納·曼德利科娃
34. 萊頓·休伊特
35. 斯坦·史密斯
36. 詹尼弗·卡普里亞蒂
37. 古斯塔沃·庫爾滕
38. 維吉尼亞·瓦德
39. 派屈克·拉夫特
40. 加布萊拉·薩巴蒂尼

## 公開賽時代最偉大的50位球員（2018年）
《网球杂志》在2018年評選出網球史上最偉大的50名球員名單（25名男子和25名女子），用以慶祝其創刊50周年。
- 名字為粗體者为入选该名单时尚未退役的球员。

| 男子球員 1. 羅傑·費德勒 2. 羅德·拉沃 3. 拉斐爾·納達爾 4. 皮特·山普拉斯 5. 諾瓦克·喬科維奇 6. 比约恩·博里 7. 肯·羅斯威爾 8. 伊凡·藍道 9. 約翰·馬克安諾 10. 吉米·康諾斯 11. 安德烈·阿格西 12. 馬茨·韋蘭德 13. 鮑里斯·貝克 14. 斯特凡·埃德贝里 15. 約翰·紐康姆 16. 吉爾勒莫·維拉斯 17. 吉姆·考瑞爾 18. 安迪·莫瑞 19. 伊利耶·納斯塔塞 20. 阿瑟·阿什 21. 古斯塔沃·庫爾滕 22. 萊頓·休伊特 23. 斯坦·史密斯 24. 斯坦·瓦林卡 25. 安迪·羅迪克 | 女子球員 1. 小威廉絲 2. 施特菲·葛拉芙 3. 瑪蒂娜·納芙拉蒂洛娃 4. 瑪格麗特·考特 5. 克里斯·艾芙特 6. 比莉·珍·金 7. 莫尼卡·塞莱斯 8. 大威廉絲 9. 賈斯汀·海寧 10. 伊芳·谷拉恭 11. 瑪蒂娜·辛吉斯 12. 瑪麗亞·莎拉波娃 13. 阿蘭特薩·桑切斯·比卡里奧 14. 金·克萊斯特絲 15. 林達塞·達文波特 16. 維吉尼亞·瓦德 17. 詹尼弗·卡普里亞蒂 18. 特雷西·奧斯丁 19. 哈納·曼德利科娃 20. 加布萊拉·薩巴蒂尼 21. 阿梅莉·毛瑞斯莫 22. 維多利亞·阿扎連卡 23. 安潔莉克·克伯 24. 卡洛琳·瓦芝妮雅琪 25. 李娜 |

## 外部連結
- Official website（页面存档备份，存于）
- 《网球》杂志中文版